# Leichtathletik-Weltmeisterschaften 1993/Weitsprung der Männer

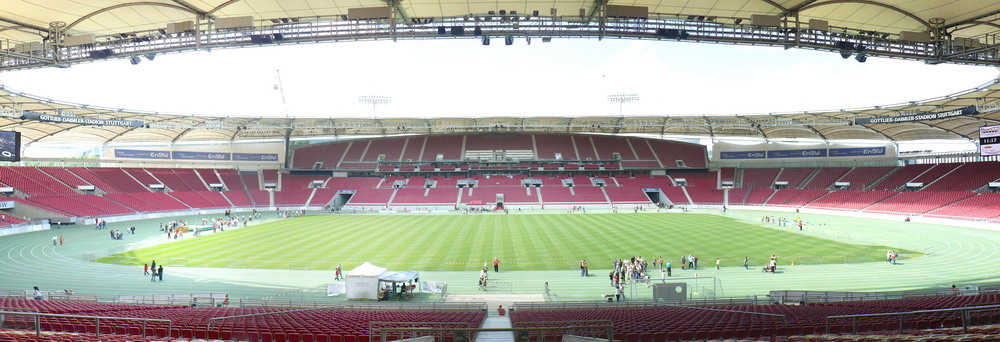
Das Stuttgarter Gottlieb-Daimler-Stadion im Jahr 2007

Der Weitsprung der Männer bei den Leichtathletik-Weltmeisterschaften 1993 wurde am 19. und 20. August 1993 im Stuttgarter Gottlieb-Daimler-Stadion ausgetragen.
Weltmeister wurde der US-amerikanische Titelverteidiger, zweifache Olympiazweite (1988/1992) und Weltrekordinhaber Mike Powell. Er gewann vor dem Russen Stanislaw Tarassenko. Bronze ging an den Ukrainer Witalij Kyrylenko.

## Bestehende Rekorde
| Weltrekord               | 8,95 m | Mike Powell | WM 1991 in Tokio, Japan | 30. August 1991 |
| Weltmeisterschaftsrekord | 8,95 m | Mike Powell | WM 1991 in Tokio, Japan | 30. August 1991 |

Der bestehende WM-Rekord wurde bei diesen Weltmeisterschaften nicht eingestellt und nicht verbessert.

## Windbedingungen
In den folgenden Ergebnisübersichten sind die Windbedingungen zu den jeweils besten Sprüngen benannt. Der erlaubte Grenzwert liegt bei zwei Metern pro Sekunde. Bei stärkerer Windunterstützung wird die Weite für den Wettkampf gewertet, findet jedoch keinen Eingang in Rekord- und Bestenlisten.

## Qualifikation
19. August 1993, 17:20 Uhr
45 Teilnehmer traten in zwei Gruppen zur Qualifikationsrunde an. Die Qualifikationsweite für den direkten Finaleinzug betrug 8,10 m. Vier Athleten übertrafen diese Marke (hellblau unterlegt). Das Finalfeld wurde mit den acht nächstplatzierten Sportlern auf zwölf Werfer aufgefüllt (hellgrün unterlegt). So mussten schließlich 7,91 m für die Finalteilnahme erbracht werden.

### Gruppe A
| Platz | Name                    | Nation              | Resultat (m) Wind (m/s) |
| 1     | Erick Walder            | USA                 | 8,30 / +0,6             |
| 2     | Iván Pedroso            | Kuba                | 8,23 / +1,0             |
| 3     | Iwajlo Mladenow         | Bulgarien           | 8,10 / +0,6             |
| 4     | François Fouché         | Frankreich          | 7,95 / +1,0             |
| 5     | Nikolaj Antonow         | Bulgarien           | 7,91 / +0,9             |
| 6     | Konstandinos Koukodimos | Griechenland        | 7,90 / +1,1             |
| 7     | Ángel Hernández         | Spanien             | 7,86 / +0,3             |
| 8     | Joe Greene              | USA                 | 7,86 / +0,7             |
| 9     | Obinna Eregbu           | Nigeria             | 7,85 / +0,3             |
| 10    | Wassili Sokow           | Russland            | 7,75 / +0,5             |
| 11    | Wladimir Maljawin       | Turkmenistan        | 7,66 / +1,1             |
| 12    | Lotfi Khaida            | Algerien            | 7,65 / +0,3             |
| 13    | Wendel Williams         | Trinidad und Tobago | 7,63 / +0,5             |
| 14    | Jérôme Romain           | Dominica            | 7,62 / +0,7             |
| 15    | Viktor Rudenik          | Belarus             | 7,60 / +0,7             |
| 16    | Konstantin Krause       | Deutschland         | 7,53 / −0,3             |
| 17    | Eugene Licorish         | Grenada             | 7,48 / −0,4             |
| 18    | Banaras Khan            | Pakistan            | 7,43 / +1,2             |
| 19    | Edrick Floréal          | Kanada              | 7,39 / −0,1             |
| 20    | Nélson Carlos Ferreira  | Brasilien           | 7,31 / +1,2             |
| NM    | Tibor Ordina            | Ungarn              | ogV                     |
| NM    | Rogelio Sáenz           | Mexiko              | ogV                     |

### Gruppe B
| Platz | Name                 | Nation                       | Resultat (m) Wind (m/s) |
| 1     | Mike Powell          | USA                          | 8,15 / ±0,0             |
| 2     | Stanislaw Tarassenko | Russland                     | 8,05 / +0,3             |
| 3     | Aljaksandr Hlawazki  | Belarus                      | 8,03 / +1,0             |
| 4     | Witalij Kyrylenko    | Ukraine                      | 8,02 / +0,3             |
| 5     | Milan Gombala        | Tschechien                   | 7,99 / +0,7             |
| 6     | Spyridon Vasdekis    | Griechenland                 | 7,99 / +0,5             |
| 7     | André Müller         | Deutschland                  | 7,95 / +0,3             |
| 8     | Elmer Williams       | Puerto Rico                  | 7,86 / +0,6             |
| 9     | Jaime Jefferson      | Kuba                         | 7,86 / +1,0             |
| 10    | Craig Hepburn        | Bahamas                      | 7,83 / +0,7             |
| 11    | Bernhard Kelm        | Deutschland                  | 7,78 / +0,3             |
| 12    | Mattias Sunneborn    | Schweden                     | 7,78 / −0,2             |
| 13    | Juha Kivi            | Finnland                     | 7,69 / +0,6             |
| 14    | Robert Emmijan       | Armenien                     | 7,66 / +0,9             |
| 15    | Fred Salle           | Großbritannien               | 7,60 / +0,3             |
| 16    | Masaki Morinaga      | Japan                        | 7,58 / +0,1             |
| 17    | Franck Zio           | Burkina Faso                 | 7,42 / +0,6             |
| 18    | Musabah Al-Saeed     | Vereinigte Arabische Emirate | 7,41 / +0,6             |
| 19    | Nai Hui-Fang         | Chinesisch Taipeh            | 7,31 / +0,2             |
| 20    | Galin Georgiew       | Bulgarien                    | 7,27 / +0,4             |
| 21    | Frans Maas           | Niederlande                  | 7,26 / +0,1             |
| 22    | Ahmed Al-Mammari     | Oman                         | 7,23 / +0,5             |
| 23    | Olive Fifita         | Tonga                        | 6,86 / ±0,0             |

In der Qualifikation aus Gruppe B ausgeschiedene Weitspringer:

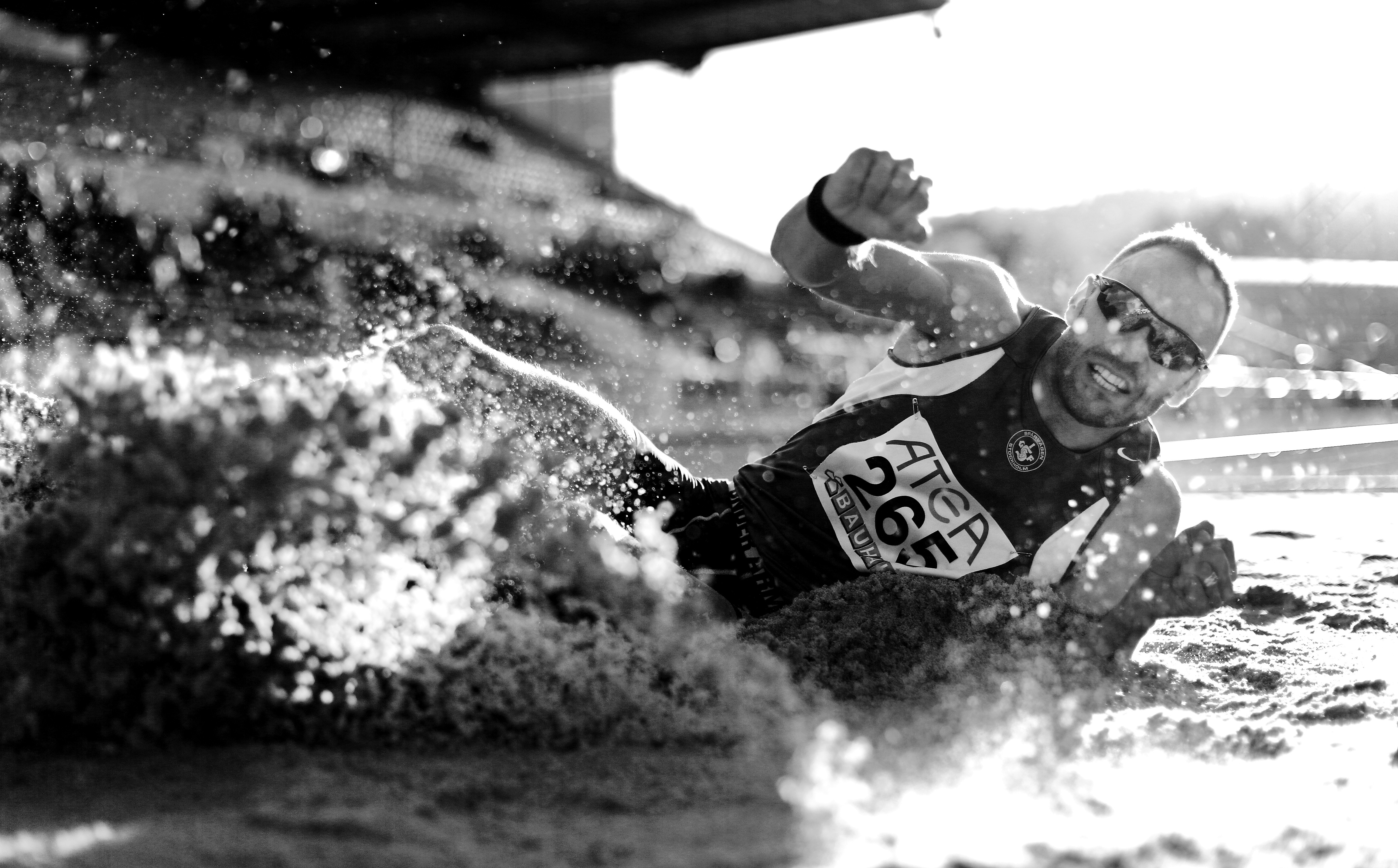
7,78 m reichten nicht für Mattias Sunneborn, um im Finale dabei zu sein
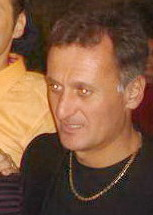
Robert Emmijan, 1986 Europameister, 1987 Vizeweltmeister und Inhaber des Europarekords, schied mit 7,66 m in der Qualifikation aus
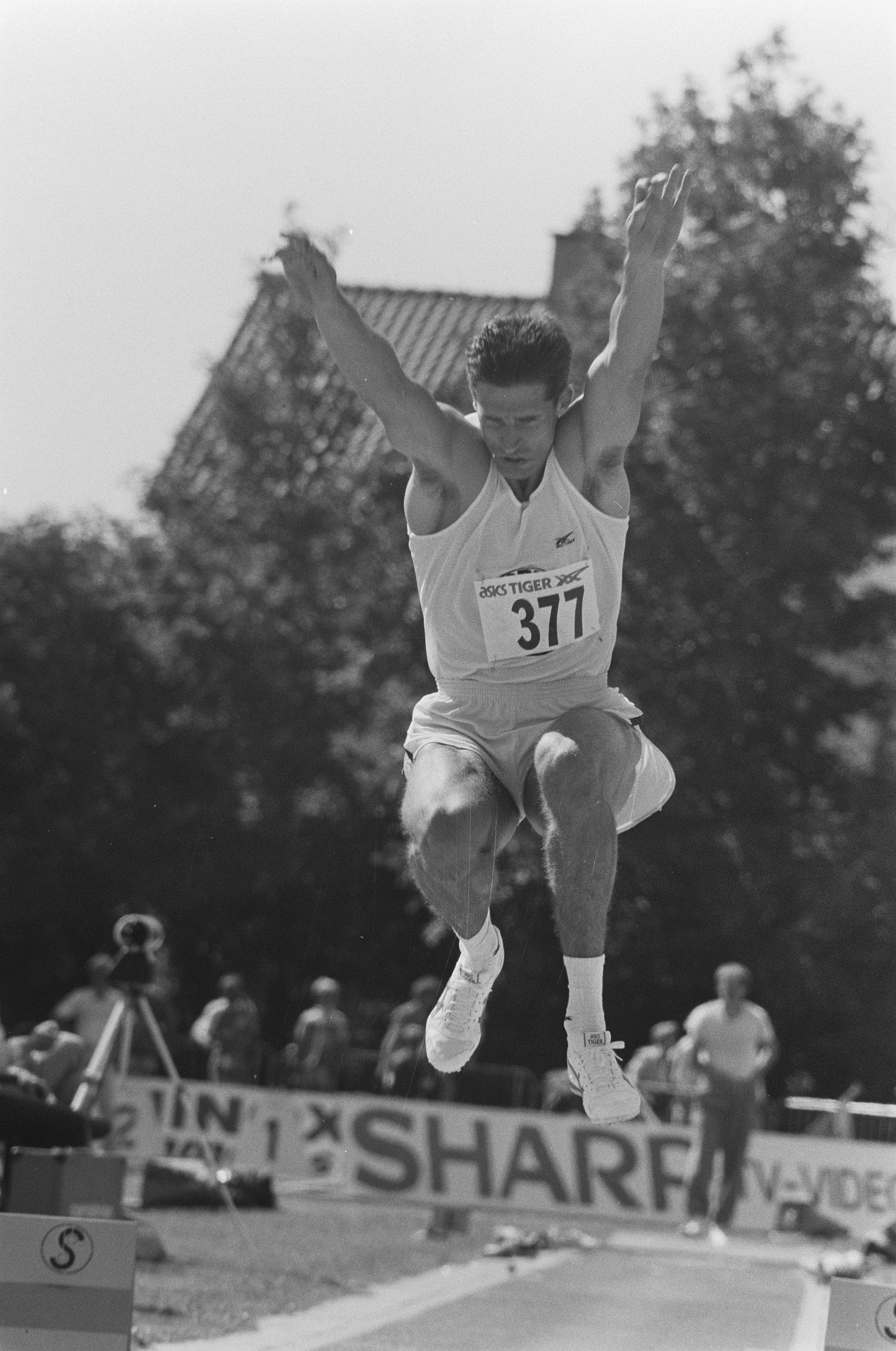
Frans Maas hatte mit seinen 7,26 m keine Chance auf die Finalteilnahme

## Finale
20. August 1993, 19:00 Uhr
Anmerkung: Das Symbol "x" bedeutet "ungültig".
| Platz | Name                 | Nation       | Resultat (m) Wind (m/s) | 1. Versuch (m)                           | 2. Versuch (m)                           | 3. Versuch (m)                           | 4. Versuch (m)                           | 5. Versuch (m)                           | 6. Versuch (m)                           |
| 1     | Mike Powell          | USA          | 8,59 / +0,4             | x                                        | 8,16                                     | 8,28                                     | 8,22                                     | 8,43                                     | 8,59                                     |
| 2     | Stanislaw Tarassenko | Russland     | 8,16 / −0,1             | 7,85                                     | 7,84                                     | 8,01                                     | 8,16                                     | 8,02                                     | x                                        |
| 3     | Witalij Kyrylenko    | Ukraine      | 8,15 / +1,0             | 7,96                                     | 7,87                                     | 7,90                                     | 7,81                                     | 8,15                                     | x                                        |
| 4     | Erick Walder         | USA          | 8,05 / +0,9             | 7,74                                     | 7,94                                     | 7,72                                     | 7,71                                     | 8,05                                     | 8,02                                     |
| 5     | Iwajlo Mladenow      | Bulgarien    | 8,00 / +0,3             | 7,93                                     | x                                        | 8,00                                     | 7,85                                     | 7,75                                     | x                                        |
| 6     | Nikolaj Antonow      | Bulgarien    | 7,97 / +0,1             | 7,97                                     | 7,89                                     | 7,95                                     | x                                        | 7,81                                     | 7,84                                     |
| 7     | Aljaksandr Hlawazki  | Belarus      | 7,95 / +0,6             | 7,70                                     | x                                        | 7,90                                     | 7,94                                     | 7,95                                     | x                                        |
| 8     | François Fouché      | Frankreich   | 7,93 / +0,5             | 7,93                                     | 7,84                                     | 7,82                                     | x                                        | 7,88                                     | x                                        |
| 9     | André Müller         | Deutschland  | 7,83 / −0,1             | Ablauf in den Quellen nicht aufgelistet  | Ablauf in den Quellen nicht aufgelistet  | Ablauf in den Quellen nicht aufgelistet  | nicht im Finale der besten acht Springer | nicht im Finale der besten acht Springer | nicht im Finale der besten acht Springer |
| 10    | Spyridon Vasdekis    | Griechenland | 7,80 / +1,1             | Ablauf in den Quellen nicht aufgelistet  | Ablauf in den Quellen nicht aufgelistet  | Ablauf in den Quellen nicht aufgelistet  | nicht im Finale der besten acht Springer | nicht im Finale der besten acht Springer | nicht im Finale der besten acht Springer |
| 11    | Milan Gombala        | Tschechien   | 7,69 / +0,2             | Ablauf in den Quellen nicht aufgelistet  | Ablauf in den Quellen nicht aufgelistet  | Ablauf in den Quellen nicht aufgelistet  | nicht im Finale der besten acht Springer | nicht im Finale der besten acht Springer | nicht im Finale der besten acht Springer |
| NM    | Iván Pedroso         | Kuba         | ogV                     | verletzt, genauer Ablauf nicht angegeben | verletzt, genauer Ablauf nicht angegeben | verletzt, genauer Ablauf nicht angegeben | nicht im Finale der besten acht Springer | nicht im Finale der besten acht Springer | nicht im Finale der besten acht Springer |

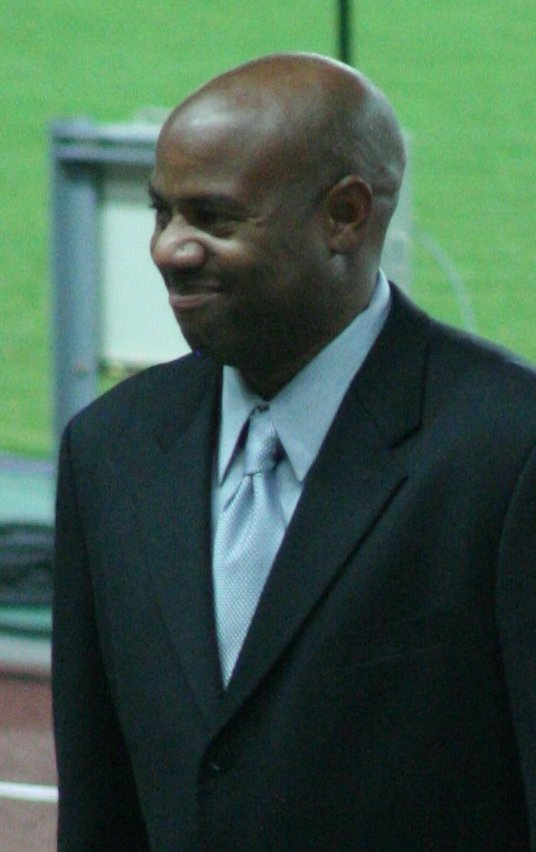
Zum zweiten Mal in Folge Weltmeister wurde Mike Powell (hier im Jahr 2007), zweifacher Olympiazweite (1988/1992) und Weltrekordinhaber
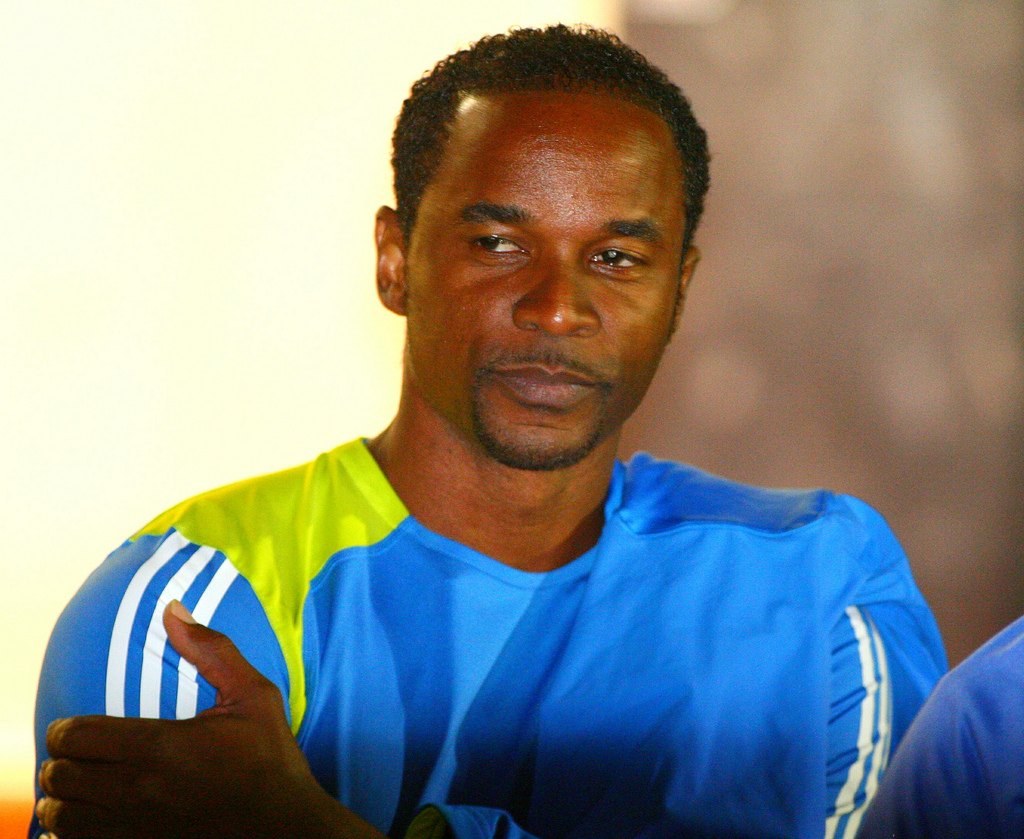
Iván Pedroso – später viermal in Folge Weltmeister und 2000 auch Olympiasieger – konnte sein Potential im Finale verletzungsbedingt nicht ausschöpfen

## Video
- Mike Powell Long Jump 8.59m Stuttgart 1993 auf youtube.com, abgerufen am 13. Mai 2020